# Lano
Lano (korziško Lanu) je naselje in občina v francoskem departmaju Haute-Corse regije - otoka Korzika. Leta 2007 je naselje imelo 22 prebivalcev.

## Geografija
Kraj leži v osrednjem delu otoka Korzike znotraj naravnega regijskega parka Korzike, 65 km jugozahodno od središča Bastie.

## Uprava
Občina Lano skupaj s sosednjimi občinami Aiti, Alando, Altiani, Alzi, Bustanico, Cambia, Carticasi, Castellare-di-Mercurio, Erbajolo, Érone, Favalello, Focicchia, Giuncaggio, Mazzola, Pancheraccia, Piedicorte-di-Gaggio, Pietraserena, Rusio, Sermano, Sant'Andréa-di-Bozio, San-Lorenzo, Santa-Lucia-di-Mercurio in Tralonca sestavlja kanton Bustanico s sedežem v Bustanicu. Kanton je sestavni del okrožja Corte.

## Zanimivosti
- župnijska romanska cerkev sv. Klemna,
- spomenik mrtvim,
- most pont de Lano na reki Casaluna, ob vstopu v naravni regijski park Korzika,
- jama grotte de Carpinella.